# Helena Emingerová
Helena Emingerová (Praga, 17 de agosto de 1858-Praga, 4 de agosto de 1943) fue una pintora checa.

## Biografía
Emingerová nació el 17 de agosto de 1858 en Praga, en lo que hoy es la República Checa. Estudió en Praga en la Escuela de Dibujo de Emil Reynièr en 1892. Continuó sus estudios en Dresde, Alemania y luego en la Academia de Bellas Artes de Múnich, donde uno de sus maestros fue Maximilian Dasio. En 1891 fue a París para estudiar en la Académie Colarossi.
Emingerová empezó ganándose la vida como profesora de dibujo. Luego comenzó a vender los retratos que hacía (principalmente en pastel) de miembros de la clase alta en Austria-Hungría, Bohemia, Alemania, Moravia, Polonia y Rusia. Emingerová también realizó numerosos grabados, así como algunas esculturas. 
Murió el 4 de agosto de 1943 en Praga. Una de sus hermanas, Kateřina Emingerová, fue también una destacada música y escritora.

## Galería

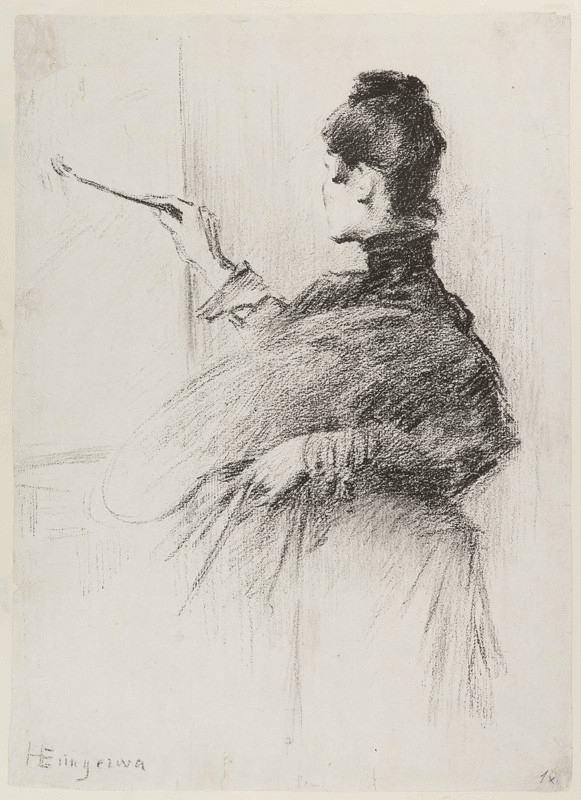
Retrato de la pintora Olga Boznańska
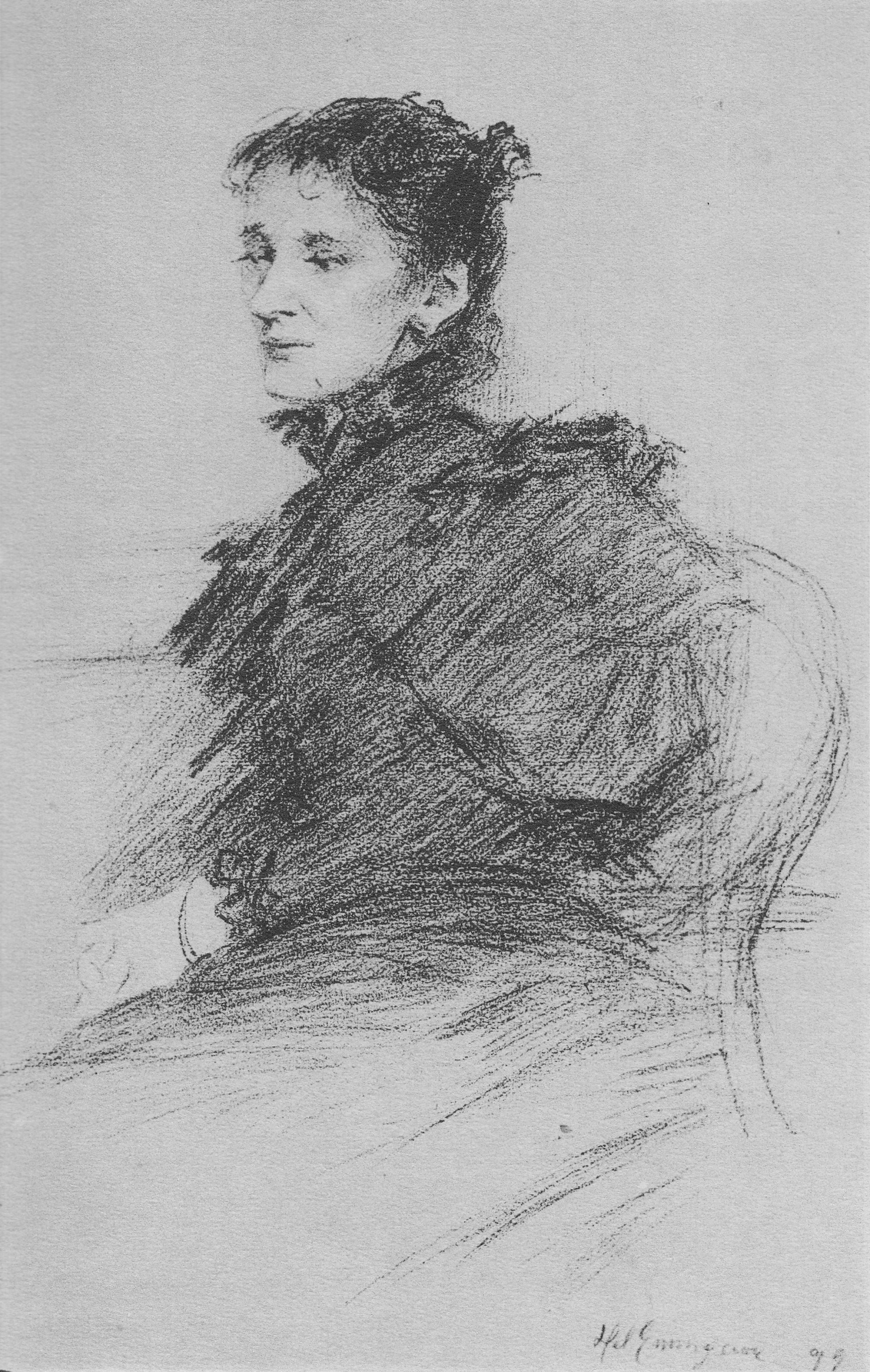
Retrato de Marie Kalasova